# (100046) Worms
(100046) Worms est un astéroïde de la ceinture principale.

## Description
(100046) Worms est un astéroïde de la ceinture principale. Il fut découvert le 2 octobre 1991 à Tautenburg par Freimut Börngen et Lutz Dieter Schmadel. Il présente une orbite caractérisée par un demi-grand axe de 2,52 UA, une excentricité de 0,09 et une inclinaison de 4,2° par rapport à l'écliptique.